# Moufed Mahmoud Shehab
Moufed Mahmoud Shehab  (arabisch مفيد محمود شهاب, DMG Mufīd Maḥmūd Šihāb; * Januar 1936 in Alexandria) ist ein ägyptischer Politiker.

## Leben
Mufid Shehab wurde von 1978 bis 1984 bei der Stiftung Arab Socio-Economic Development Fund beschäftigt. Von 1987 bis 1990 war er Mitglied in der Rechtsanwaltsgruppe, welche die ägyptischen Regierung als Klägerin beim Schiedsgericht um den Grenzverlauf bei Taba in Genf vertrat.
1988 war er Richter am ständigen Schiedsgericht in Den Haag. 1989 wurde Mufid Shehab zum Doktor des internationalen Rechts promoviert.
Mufid Shehab war Mitglied des Schura-Rates. Seit 1993 leitete er die Menschenrechtsorganisation Society of Human Rights Supporters.
Er wurde im Juli 1997 zum Ägyptischer Forschungs- und Hochschulminister im Kabinett Ganzuri I ernannt und übte das Amt auch im Kabinett Abaid aus.
Im Kabinett Nazif und heute im Kabinett Schafiq hat er den Posten des Ministers für den Madschlis al-Schura.
| Vorgänger       | Amt                                                                                    | Nachfolger       |
| --------------- | -------------------------------------------------------------------------------------- | ---------------- |
| Hussein Kamel   | Ägyptischer Forschungs- und Hochschulminister 8. Juli 1997 bis 11. Juli 2004           | Amr Ezzat Salama |
| Kamal El-Shazli | Ägyptischer Minister für den Madschlis al-Schura 11. Juli 2004 bis 29. Januar 2011     | —                |
| Amr Musa        | Vertreter der ägyptischen Regierung bei der arabischen Liga 17. Februar 2011 bis heute | —                |